# Municipio de Zacatelco
El municipio de Zacatelco es uno de los 60 municipios que conforman el estado de Tlaxcala dentro de los Estados Unidos Mexicanos, este municipio se encuentra al sur del estado y de acuerdo con el Instituto Nacional de Estadística y Geografía la población total municipal es de 45 717. Su cabecera es la ciudad de Zacatelco. El municipio es parte de la Zona Metropolitana de Puebla-Tlaxcala.

## Demografía

### Localidades
Según el Instituto Nacional de Estadística y Geografía (INEGI), en el territorio del municipio hay un total de 13 localidades. La mayoría de estas localidades son asentamientos y colonias irregulares conurbados a la ciudad de Zacatelco, aunque el INEGI las considera como centros de población independientes. Teniendo en cuenta lo anterior, la población de las principales localidades, para el año 2010 era la siguiente:
| Localidad       | Población |
| Total Municipio | 45 717    |
| Zacatelco       | 38 466    |
| Domingo Arenas  | 57        |
| Axexela         | 54        |
| La Vega         | 30        |
| Campo Dolores   | 22        |

## Geografía
Está localizado al sur del estado y colinda al norte con los municipios de Tepeyanco y San Lorenzo Axocomanitla; al oeste con los municipios de Tetlatlahuca y Nativitas; al este con los municipios de Santa Cruz Quilehtla y Santa Catarina Ayometla; al sureste con el municipio de Xicohtzinco; y al sur con el Estado de Puebla específicamente con los municipios de San Miguel Xoxtla y Coronango.

### Orografía e hidrografía
Se presenta en el municipio sólo una forma característica de relieve; zonas planas, que abarca en su totalidad la superficie municipal.
Los recursos hidrográficos del municipio son: un arroyo de caudal permanente, cuatro arroyos de caudal sólo en época de lluvias, una pequeña represa, pozos para extracción de agua y los manantiales del centro turístico. Muestra de los recursos hidrográficos. Ameyal de Ametoxtla.

### Clima
En el municipio el clima se considera templado subhúmedo, con régimen de lluvias en los meses de junio a septiembre, Los meses más calurosos son de marzo a junio. La dirección de los vientos en general es de norte a sur, igualmente la temperatura mínima promedio anual registrada es de 8.2 °C y la máxima es de 26.2 °C. La precipitación media anual durante el periodo en el municipio es de 1,048.9 milímetros. La precipitación mínima registrada es de 0.6 milímetros y la máxima de 286.2.
| Parámetros climáticos promedio de Zacatelco | Parámetros climáticos promedio de Zacatelco | Parámetros climáticos promedio de Zacatelco | Parámetros climáticos promedio de Zacatelco | Parámetros climáticos promedio de Zacatelco | Parámetros climáticos promedio de Zacatelco | Parámetros climáticos promedio de Zacatelco | Parámetros climáticos promedio de Zacatelco | Parámetros climáticos promedio de Zacatelco | Parámetros climáticos promedio de Zacatelco | Parámetros climáticos promedio de Zacatelco | Parámetros climáticos promedio de Zacatelco | Parámetros climáticos promedio de Zacatelco | Parámetros climáticos promedio de Zacatelco |
| Mes                                         | Ene.                                        | Feb.                                        | Mar.                                        | Abr.                                        | May.                                        | Jun.                                        | Jul.                                        | Ago.                                        | Sep.                                        | Oct.                                        | Nov.                                        | Dic.                                        | Anual                                       |
| ------------------------------------------- | ------------------------------------------- | ------------------------------------------- | ------------------------------------------- | ------------------------------------------- | ------------------------------------------- | ------------------------------------------- | ------------------------------------------- | ------------------------------------------- | ------------------------------------------- | ------------------------------------------- | ------------------------------------------- | ------------------------------------------- | ------------------------------------------- |
| Temp. máx. media (°C)                       | 23.1                                        | 25.1                                        | 26.7                                        | 28.5                                        | 29                                          | 26.4                                        | 25.8                                        | 25.5                                        | 25.4                                        | 25.1                                        | 25.1                                        | 23                                          | 25.7                                        |
| Temp. mín. media (°C)                       | 3.3                                         | 4.7                                         | 6.4                                         | 8.3                                         | 9.5                                         | 11                                          | 9.8                                         | 10                                          | 10.3                                        | 8.9                                         | 6.6                                         | 4.4                                         | 7.8                                         |
| Precipitación total (mm)                    | 7.6                                         | 2.5                                         | 10.2                                        | 33                                          | 66                                          | 165.1                                       | 147.3                                       | 172.7                                       | 149.9                                       | 68.6                                        | 15.2                                        | 10.2                                        | 848.4                                       |
| Fuente: Weatherbase                         |                                             |                                             |                                             |                                             |                                             |                                             |                                             |                                             |                                             |                                             |                                             |                                             |                                             |

### Flora
El municipio se encuentra en la región del Valle de Tlaxcala, por lo que la vegetación es arbórea predominantemente de galería, dominando el aile, asociado con otras especies como el sauce, el saucellorón, el fresno y el tepozán.
Asociados a los terrenos de cultivo, se encuentran árboles de capulín, tejocote, zapote blanco, cedro blanco y el pirul. En la flora urbana y suburbana abundantes especies introducidas, como el trueno, el eucalipto, la casuarina, el álamo y el ciprés.

### Fauna
No obstante el crecimiento y expansión acelerada de la mancha urbana, en el territorio del municipio, todavía es común encontrar algún tipo de fauna silvestre como, el conejo, tlacuache, tusa y diversos roedores aves o el cuervo o diversas especies de pájaros, reptiles como víbora de cascabel.

## Política
- Distrito electoral local, pertenece al Distrito VIII con cabecera en Zacatelco.

- Distrito electoral federal, pertenece al III Distrito Electoral Federal de Tlaxcala con cabecera en Zacatelco.[11]